# Marta Bebrová-Mayerová
Marta Bebrová-Mayerová (13. června 1881 Praha – 4. prosince 1970 Praha) byla česká herečka, pseudonym Majová.

## Životopis
Manžel Marty Mayerové byl JUDr. Antonín Bebr (22. února 1877 Karlín – 21. listopadu 1940 Praha) soudní rada a básník. Měla s ním syna Antonína (1911) a v roce 1943 se dočkala i vnuka.
Herectví studovala u Otílie Sklenářové. V letech 1905 až 1908 hrála v divadle Uranie. Od roku 1908 začala hrát v Městském divadle Královských Vinohrad, kde působila až do roku 1941. "Přes dívčí a milovnické postavičky se přehrála až k postavám záporných i kladných starších a skvěle temperamentně razantních matek, tetiček a babiček. Své role ztvárňovala s vrozeným temperamentem šarmem a noblesou, výraznou mimikou a zvláštně položeným vysokým hlasem." Napsal Jaroslav "krib" Lopour.
Ve filmových rolích němého a později zvukového filmu se objevovala od roku 1920 do roku 1963. Ve zvukovém filmu se výrazněji uplatnila až ke konci třicátých let. Ve znárodněné kinematografii na ni čekaly desítky malých, epizodních roliček různých stařenek. Občas spolupracovala s rozhlasovým a televizním studiem.
V Praze XII bydlela na adrese Italská 25.

## Dílo

### Některé divadelní role
- Mahulena: Mahulena – Julius Zeyer
- Helena: Troilus a Cressida – William Shakespeare
- Gertruda: Hamlet – Shakespeare
- paní Mařáková: Vina – Jaroslav Hilbert
- Kornelie Poissardová: Generál bez vojska – Emanuel Bozděch

### Některé filmové role

#### Němý film
- Věra, sestra Miloše Drahoty: drama Za čest vítězů – Julius Lébl a Antonín Ludvík Havel, 1920
- mladá slečna: melodrama Dvě matky – Přemysl Pražský, 1920
- matka: drama Na vysoké stráni – František Hlavatý, 1921
- Věřina matka: komedie Láska slečny Věry – Václav Binovec, 1922
- Božena Němcová: drama Josef Kajetán Tyl – Svatopluk Innemann, 1925
- Hovorková, majitelka sklárny: příběh Román hloupého Honzy – František Hlavatý, 1926
- Oskarova matka: melodrama Z lásky – Vladimír Slavínský, 1928 (ozvučen 1933)
- matka Jiřinky: melodrama Chudá holka – Martin Frič, 1929 (ozvučen 1932)

#### Zvukový film
- žena profesora: komedie Loupežník – Josef Kodíček podle Karla Čapka, 1931
- Strouhalka: drama Maryša – Josef Rovenský, 1935
- majitelka květinářství: komedie Hrdina jedné noci – Martin Frič, 1935
- paní Halerová: melodrama Bezdětná – Miroslav Josef Krňanský, 1935
- správkyně sirotčince: drama Ulička v ráji – Martin Frič, 1936
- matka vynálezce Ing. Marka: drama Výdělečné ženy – Rolf Wanka, 1937
- paní Kristenová: melodrama Krb bez ohně – Karel Špelina, 1937
- spisovatelka Kotrbová-Židlická: milostný film Děvče za výkladem – Miroslav Cikán, 1937
- Anna, manželka ředitele gymnázia: komedie Škola základ života – Martin Frič, 1938
- Emilie Záhorská, továrníkova žena: crazy komedie Eva tropí hlouposti – Martin Frič, 1939
- návštěvnice terasy Radiopaláce: melodrama Modrý závoj – J. A. Holman, 1941
- host na večírku: romantický film Řeka čaruje – Václav Krška, 1945
- stará žena: drama Daleká cesta – Alfréd Radok, 1949
- chůva Zuliky: pohádka Strakonický dudák – Karel Steklý, 1955
- stařenka: povídkový válečný film Májové hvězdy – Stanislav Rostockij, 1959
- paní Kohoutová: drama Handlíři – Zdenek Sirový, 1963